# アスレティックス・アワード
アスレティックス・アワード（Athletics Award）は、毎年12月に都内のホテルで開催される日本陸上競技連盟の年間表彰である。2016年度まではアスレティック・アワード（Athletic Award）という名前で開催されていた。

## 開催日
| 回 | 年月日         | アスリート・オブ・ザ・イヤー                                                            | リンク        |
| -- | -------------- | --------------------------------------------------------------------------------------- | ------------- |
| 1  | 2007年12月26日 | 土佐礼子                                                                                | [ 1 ] [ 2 ]   |
| 2  | 2008年12月15日 | オリンピック男子4×100mリレーメンバー （塚原直貴、末續慎吾、髙平慎士、朝原宣治）         | [ 3 ]         |
| 3  | 2009年12月15日 | 村上幸史                                                                                | [ 4 ]         |
| 4  | 2010年12月15日 | 福島千里                                                                                | [ 5 ]         |
| 5  | 2011年12月15日 | 室伏広治                                                                                | [ 6 ] [ 7 ]   |
| 6  | 2012年12月13日 | 室伏広治                                                                                | [ 8 ] [ 9 ]   |
| 7  | 2013年12月17日 | 福士加代子                                                                              | [ 10 ] [ 11 ] |
| 8  | 2014年12月22日 | 右代啓祐                                                                                | [ 12 ] [ 13 ] |
| 9  | 2015年12月16日 | 谷井孝行                                                                                | [ 14 ]        |
| 10 | 2016年12月19日 | オリンピック男子4×100mリレーメンバー （山縣亮太、飯塚翔太、桐生祥秀、ケンブリッジ飛鳥） | [ 15 ]        |
| 11 | 2017年12月19日 | 荒井広宙                                                                                | [ 16 ]        |
| 12 | 2018年12月17日 | 大迫傑                                                                                  | [ 17 ]        |
| 13 | 2019年12月16日 | 鈴木雄介                                                                                | [ 18 ]        |
| 14 | 2021年1月21日  | 新谷仁美                                                                                | [ 19 ]        |
| 15 | 2021年12月9日  | 池田向希                                                                                | [ 20 ]        |

## 受賞者
- 所属・成績・記録などは受賞当時のもの

### アスリート・オブ・ザ・イヤー （最優秀選手賞）
- その年において活躍が最も顕著であった競技者

| 年   | 選手（所属） | 成績など |
| ---- | --- | --- |
| 2007 | 土佐礼子（三井住友海上） | 女子マラソンで世界選手権3位。 |
| 2008 | オリンピック男子4×100mリレーメンバー 塚原直貴（東海大学） 末續慎吾（ミズノ） 髙平慎士（富士通） 朝原宣治（大阪ガス）               | 男子4×100mリレーでオリンピック3位（トラック種目で80年ぶり、男子トラック種目では日本勢初のメダル獲得）。                                                |
| 2009 | 村上幸史（スズキ） | 男子やり投で世界選手権3位（やり投でオリンピック・世界選手権を通じて日本勢初のメダル獲得、予選で日本歴代2位の記録をマーク）、日本選手権優勝（10連覇）。 |
| 2010 | 福島千里（北海道ハイテクAC） | 女子100mと200mでアジア大会優勝（両種目で日本勢初の2冠）、日本新記録樹立。                                                                              |
| 2011 | 室伏広治（ミズノ） | 男子ハンマー投で世界選手権優勝（全種目通じてオリンピックと世界選手権の両大会で金メダルを獲得した初の日本人）、日本選手権優勝（17連覇）。               |
| 2012 | 室伏広治（ミズノ） | 男子ハンマー投でオリンピック3位、日本選手権優勝（18連覇）。                                                                                            |
| 2013 | 福士加代子（ワコール） | 女子マラソンで世界選手権3位（マラソンで日本勢4年ぶりのメダル獲得）。                                                                                   |
| 2014 | 右代啓祐（スズキ浜松AC） | 男子十種競技でアジア大会優勝（同種目で日本勢24年ぶりの金メダル獲得）、日本新記録樹立、日本選手権優勝（5連覇）。                                        |
| 2015 | 谷井孝行（自衛隊体育学校） | 男子50km競歩で世界選手権3位（オリンピックを含めても競歩種目で日本勢初のメダル獲得）。                                                                  |
| 2016 | オリンピック男子4×100mリレーメンバー 山縣亮太（セイコーホールディングス） 飯塚翔太（ミズノ） 桐生祥秀（東洋大学） ケンブリッジ飛鳥 | 男子4×100mリレーでオリンピック2位（男子のトラック種目では日本勢初となる銀メダル獲得。予選と決勝でアジア新記録樹立）。                                  |
| 2017 | 荒井広宙（自衛隊体育学校） | 男子50km競歩で世界選手権2位 |
| 2018 | 大迫傑（Nike） | シカゴマラソンにて男子マラソン日本記録を樹立 |
| 2019 | 鈴木雄介（富士通） | 男子50km競歩で第17回世界選手権優勝（同大会の競歩種目で日本人初の金メダル獲得）。                                                                       |
| 2020 | 新谷仁美（積水化学） | ヒューストンハーフマラソンにて女子ハーフマラソン日本新記録を樹立。女子10000mで日本選手権優勝、日本新記録樹立。                                         |
| 2021 | 池田向希（旭化成） | 2021年8月5日に北海道札幌市内で開催された2020東京オリンピック男子20キロメートル競歩で、オリンピックの競歩種目としては日本勢初の銀メダルを獲得。         |

### 優秀選手賞
- その年において優秀な成績をおさめた競技者

| 年   | 選手（所属） | 成績など |
| ---- | --- | --- |
| 2007 | 世界選手権男子4×100mリレーメンバー 塚原直貴（東海大学） 末續慎吾（ミズノ） 髙平慎士（富士通） 朝原宣治（大阪ガス）                                                        | 男子4×100mリレーで世界選手権5位（予選と決勝でアジア新記録樹立）。 |
| 2007 | 福士加代子（ワコール） | 女子5000mで世界選手権14位、日本選手権優勝（4連覇）。女子10000mで世界選手権10位、日本選手権優勝（6連覇）。                                                                                           |
| 2008 | 室伏広治（ミズノ） | 男子ハンマー投でオリンピック3位、日本選手権優勝（14連覇）。 |
| 2008 | 山崎勇喜（長谷川体育施設） | 男子20km競歩でオリンピック11位。男子50km競歩でオリンピック7位（競歩種目で日本勢初の入賞）、日本新記録樹立、日本選手権優勝（5連覇）。                                                                |
| 2009 | 尾崎好美（第一生命） | 女子マラソンで世界選手権2位（マラソンで銀メダル獲得は日本勢6年ぶり）。 |
| 2009 | 渕瀬真寿美（大塚製薬） | 女子20km競歩で世界選手権7位（オリンピックを含めても女子競歩種目で日本勢初の入賞）、日本新記録樹立。                                                                                                 |
| 2009 | 世界選手権男子4×100mリレーメンバー 江里口匡史（早稲田大学） 塚原直貴（富士通） 髙平慎士（富士通） 藤光謙司（セーレン）                                                    | 男子4×100mリレーで世界選手権4位（4×100mリレーで過去最高順位タイ、5大会連続の入賞）。 |
| 2009 | 中村友梨香（天満屋） | 女子10000mで世界選手権7位（女子トラック種目で日本勢10年ぶりの入賞）。 |
| 2009 | 佐藤敦之（中国電力） | 男子マラソンで世界選手権6位。 |
| 2009 | 加納由理（セカンドウィンドAC） | 女子マラソンで世界選手権7位。 |
| 2010 | 村上幸史（スズキ浜松AC） | 男子やり投でアジア大会優勝、日本選手権優勝（11連覇）。 |
| 2010 | 海老原有希（スズキ浜松AC） | 女子やり投でアジア大会優勝（同種目で日本勢28年ぶりの金メダル獲得、日本新記録樹立）、日本選手権優勝（3連覇）。                                                                                       |
| 2011 | 森岡紘一朗（富士通） | 男子50km競歩で世界選手権6位（50km競歩で日本勢過去最高順位）、日本選手権優勝（初）。 |
| 2011 | 赤羽有紀子（ホクレン） | 女子マラソンで世界選手権5位。 |
| 2012 | 中本健太郎（安川電機） | 男子マラソンでオリンピック6位。 |
| 2012 | オリンピック男子4×100mリレー 山縣亮太（慶應義塾大学） 江里口匡史（大阪ガス） 髙平慎士（富士通） 飯塚翔太（中央大学）                                                      | 男子4×100mリレーでオリンピック5位（予選で日本歴代2位の記録をマーク）。 |
| 2013 | 木﨑良子（ダイハツ） | 女子マラソンで世界選手権4位。 |
| 2013 | 新谷仁美（ユニバーサルエンターテインメント） | 女子10000mで世界選手権5位、日本選手権優勝（初）。 |
| 2013 | 山本聖途（中京大学） | 男子棒高跳で世界選手権6位（棒高跳で日本勢過去最高順位）、日本選手権優勝（2連覇）。 |
| 2014 | 谷井孝行（自衛隊体育学校） | 男子50km競歩でアジア大会優勝（50km競歩で日本勢初の金メダル獲得、大会新記録樹立）。 |
| 2014 | アジア大会男子4×400mリレーメンバー 金丸祐三（大塚製薬） 藤光謙司（ゼンリン） 飯塚翔太（ミズノ） 加藤修也（早稲田大学） 髙平慎士（富士通）                                 | 男子4×400mリレーでアジア大会優勝（4×400mリレーで日本勢16年ぶりの金メダル獲得）。 |
| 2015 | 荒井広宙（自衛隊体育学校） | 男子50km競歩で世界選手権4位、日本選手権優勝（初）。 |
| 2015 | 伊藤舞（大塚製薬） | 女子マラソンで世界選手権7位。 |
| 2015 | 鈴木雄介（富士通） | 男子20km競歩で世界新記録樹立、世界選手権出場。 |
| 2015 | 世界リレー男子4×100mリレーメンバー 大瀬戸一馬（法政大学） 藤光謙司（ゼンリン） 桐生祥秀（東洋大学） 谷口耕太郎（中央大学）                                                | 男子4×100mリレーで世界リレー3位（世界大会のリレー種目で2008年オリンピック以来のメダル獲得。2016年リオデジャネイロオリンピック出場権獲得）。                                                         |
| 2016 | 荒井広宙（自衛隊体育学校） | 男子50km競歩でオリンピック3位（競歩種目で日本勢初のメダル獲得）。 |
| 2016 | 澤野大地（富士通） | 男子棒高跳でオリンピック7位（棒高跳で日本勢64年ぶりの入賞）。 |
| 2016 | 松永大介（東洋大学） | 男子20km競歩でオリンピック7位。 |
| 2017 | 世界選手権男子4×100mリレーメンバー 多田修平（関西学院大学） 飯塚翔太（ミズノ） 桐生祥秀（東洋大学） 藤光謙司（ゼンリン） ケンブリッジ飛鳥（Nike）                         | 男子4×100mリレーで世界選手権3位 |
| 2017 | サニブラウン・アブデル・ハキーム（東京陸協） | 男子200mで世界選手権7位 |
| 2018 | 井上大仁（MHPS） | 男子マラソンでアジア大会優勝（マラソンで日本勢32年ぶりの金メダル獲得）。 |
| 2018 | 山本聖途（トヨタ自動車） | 男子棒高跳でアジア大会優勝。 |
| 2018 | 池田向希（東洋大学） | 男子20km競歩で第28回IAAF世界競歩チーム選手権大会優勝（同大会の20ｋｍ競歩で日本人初の金メダル獲得）。同大会団体戦優勝。                                                                              |
| 2019 | 世界選手権男子4×100mリレーメンバー 多田修平（住友電工） 白石黄良々（セレスポ） 桐生祥秀（日本生命） サニブラウン・アブデル・ハキーム（フロリダ大学） 小池祐貴（住友電工） | 男子4×100mリレーで世界選手権3位（決勝で日本記録及びアジア記録樹立）。 |
| 2019 | 戸邉直人（JAL） | 男子走高跳でIAAFワールドインドアツアー総合優勝（同大会で日本人の総合優勝は全種目通じて初）。同種目で日本記録樹立。                                                                                  |
| 2019 | 山西利和（愛知製鋼） | 男子20km競歩で世界選手権優勝（同大会の20ｋｍ競歩で日本人初の金メダル獲得）。 |
| 2020 | 金井大旺（ミズノ） | |
| 2020 | 田中希実（豊田自動織機TC） | |
| 2020 | 相澤晃（旭化成） | |
| 2021 | 山西利和（愛知製鋼） | 男子20km競歩で2020東京オリンピックの銅メダルを獲得。 |
| 2021 | 田中希実（豊田自動織機TC） | 女子1500mの日本記録を樹立したことによって、この種目では日本勢で初めてのオリンピック出場権を獲得。2020東京オリンピックで、自身の日本記録を予選と準決勝で2度にわたって更新した末に、決勝で8位に入賞。 |
| 2021 | 三浦龍司（順天堂大学） | 男子3000メートル障害で、1年間に日本記録を3度更新。2020東京オリンピックの同種目で3度目の更新を果たした末に、日本勢としてはオリンピック史上初めて7位に入賞。                                          |
| 2021 | 鈴木健吾（富士通） | この年で終了したびわ湖毎日マラソン最後の優勝者で、非アフリカ系のフルマラソン選手としては初めて、ゴールタイムが2時間5分を突破（2時間4分56秒の日本記録を樹立）。                                      |

### 新人賞
- その年の活躍が顕著であり、将来が期待される競技者（日本陸上競技連盟から1名、記者クラブから男女各1名が選出される）

| 年   | 選出               | 選手（所属）                                                  | 成績など |
| ---- | ------------------ | ------------------------------------------------------------- | --- |
| 2008 | 日本陸連           | 藤原新（JR東日本）                                            | 男子マラソンで東京マラソン2位（日本人トップ）。 |
| 2008 | 記者クラブ（男子） | 竹沢健介（早稲田大学）                                        | 男子5000mでオリンピック出場。男子10000mでオリンピック28位。 |
| 2008 | 記者クラブ（女子） | 福島千里（北海道ハイテクAC）                                  | 女子100mでオリンピック出場（同種目で日本勢56年ぶりの出場）、日本タイ記録をマーク、日本選手権優勝（初）。 |
| 2009 | 日本陸連           | 戸邉直人（専修大学松戸高等学校）                              | 男子走高跳で東アジア大会4位、日本高校新記録樹立（20年ぶり）。 |
| 2009 | 記者クラブ（男子） | 江里口匡史（早稲田大学）                                      | 男子100mで世界選手権2次予選進出、日本選手権優勝（初。予選で日本歴代4位の記録をマーク）。男子4×100mリレーで世界選手権4位。 |
| 2009 | 記者クラブ（女子） | 渕瀬真寿美（大塚製薬）                                        | 女子20km競歩で世界選手権7位（オリンピックを含めても女子競歩種目で日本勢初の入賞）、日本新記録樹立。 |
| 2010 | 日本陸連           | 飯塚翔太（中央大学）                                          | 男子200mで世界ジュニア選手権優勝（全種目を通じて日本男子勢初の金メダル獲得。全カテゴリーのオリンピックと世界選手権を通じて短距離種目で日本勢初の金メダル獲得）。 |
| 2010 | 記者クラブ（男子） | 飯塚翔太（中央大学）                                          | 男子200mで世界ジュニア選手権優勝（全種目を通じて日本男子勢初の金メダル獲得。全カテゴリーのオリンピックと世界選手権を通じて短距離種目で日本勢初の金メダル獲得）。 |
| 2010 | 記者クラブ（女子） | 佐藤友佳（東大阪大学敬愛高等学校）                            | 女子やり投でジュニア日本新記録樹立、高校3冠（インターハイ、国体、日本ジュニア選手権）。 |
| 2011 | 日本陸連           | 堀端宏行（旭化成）                                            | 男子マラソンで世界選手権7位。 |
| 2011 | 記者クラブ（男子） | 岸本鷹幸（法政大学）                                          | 男子400mハードルで世界選手権準決勝進出、日本選手権優勝（初）。 |
| 2011 | 記者クラブ（女子） | 中里麗美（ダイハツ）                                          | 女子マラソンで世界選手権10位。 |
| 2012 | 日本陸連           | ディーン元気（早稲田大学）                                    | 男子やり投でオリンピック10位、日本歴代2位の記録をマーク、日本選手権優勝（初）。 |
| 2012 | 記者クラブ（男子） | 山縣亮太（慶應義塾大学）                                      | 男子100mでオリンピック準決勝進出（予選で日本歴代4位タイの記録をマーク）。 |
| 2012 | 記者クラブ（女子） | 土井杏南（埼玉栄高等学校）                                    | 女子4×100mリレーでオリンピック出場（陸上競技で史上最年少の日本代表）。100mでジュニア日本新記録樹立。 |
| 2013 | 日本陸連           | 西塔拓己（東洋大学）                                          | 男子20km競歩で世界選手権6位（オリンピックを含めても競歩種目で日本勢過去最高順位タイ）。 |
| 2013 | 記者クラブ（男子） | 桐生祥秀（洛南高等学校）                                      | 男子100mで世界選手権出場、日本歴代2位・ジュニア世界最高記録をマーク。200mで日本高校新記録樹立。4×100mリレーで世界選手権6位。 |
| 2013 | 記者クラブ（女子） | 杉浦はる香（浜松市立高等学校）                                | 女子400mで日本選手権優勝（初。決勝で日本歴代2位の記録をマーク、予選で21年ぶりの日本高校新記録樹立） |
| 2014 | 日本陸連           | 松永大介（東洋大学）                                          | 男子10000m競歩で世界ジュニア選手権優勝（同種目で日本勢初の金メダル獲得、大会新記録樹立）。 |
| 2014 | 記者クラブ（男子） | 新井涼平（スズキ浜松AC）                                      | 男子やり投でアジア大会2位、日本歴代2位の記録をマーク、日本選手権優勝（初）。 |
| 2014 | 記者クラブ（女子） | 青山聖佳（松江商業高等学校）                                  | 女子400mでアジア大会5位（予選で日本歴代4位の記録をマーク）、日本選手権2位、インターハイ優勝（200mとあわせて2冠）。4×400mリレーでアジア大会2位（同種目で日本勢28年ぶりのメダル獲得）。 |
| 2015 | 日本陸連           | サニブラウン・アブデル・ハキーム （城西大学附属城西高等学校） | 男子200mで世界選手権準決勝進出（同種目の大会最年少出場記録と最年少準決勝進出記録。世界選手権の全種目通じて史上最年少の日本代表）、世界ユース選手権優勝（100mとあわせて2冠、両種目で大会新記録樹立。両種目で日本勢初の金メダル獲得）、日本高校新記録樹立。国際陸上競技連盟の新人賞にあたるライジングスターアワードを受賞（日本勢初の受賞）。 |
| 2015 | 記者クラブ（男子） | サニブラウン・アブデル・ハキーム （城西大学附属城西高等学校） | 男子200mで世界選手権準決勝進出（同種目の大会最年少出場記録と最年少準決勝進出記録。世界選手権の全種目通じて史上最年少の日本代表）、世界ユース選手権優勝（100mとあわせて2冠、両種目で大会新記録樹立。両種目で日本勢初の金メダル獲得）、日本高校新記録樹立。国際陸上競技連盟の新人賞にあたるライジングスターアワードを受賞（日本勢初の受賞）。 |
| 2015 | 記者クラブ（女子） | 北口榛花（北海道旭川東高等学校）                              | 女子やり投で世界ユース選手権優勝（女子投擲種目で日本勢初の金メダル獲得。全カテゴリーを通じても女子投擲種目で日本勢初の世界大会金メダル）、日本高校新記録樹立、高校3冠（インターハイ、国体、日本ジュニア選手権）。 |
| 2016 | 日本陸連           | 江島雅紀（荏田高等学校）                                      | 男子棒高跳で日本高校新記録樹立、高校3冠（インターハイ、国体、日本ジュニア選手権）。 |
| 2016 | 記者クラブ（男子） | ケンブリッジ飛鳥                                              | 男子100mでオリンピック準決勝進出、日本選手権優勝（初）、日本歴代9位の記録をマーク。4×100mリレーでオリンピック2位。 |
| 2016 | 記者クラブ（女子） | 上原美幸（第一生命グループ）                                  | 女子5000mでオリンピック15位（同種目で日本勢20年ぶりの決勝進出） |
| 2017 | 日本陸連           | 小林快（ビックカメラ）                                        | 男子50km競歩で世界選手権3位 |
| 2017 | 記者クラブ（男子） | 多田修平（関西学院大学）                                      | 男子100mで日本選手権2位、世界選手権で準決勝進出、4×100mリレーで世界選手権3位 |
| 2017 | 記者クラブ（女子） | 安藤友香（スズキ浜松AC）                                      | 名古屋ウィメンズマラソンで初マラソン日本最高、日本歴代4位の記録 |
| 2018 | 日本陸連           | 橋岡優輝（日本大学）                                          | 男子走幅跳で第17回U20世界陸上選手権大会優勝（同大会の走幅跳で日本人初の金メダル獲得）。 |
| 2018 | 記者クラブ（男子） | 小池祐貴（住友電工）                                          | 男子200mでアジア大会優勝。 |
| 2018 | 記者クラブ（女子） | 松田瑞生（ダイハツ）                                          | 第37回大阪国際女子マラソン大会において、初マラソン日本歴代3位の記録で優勝。 |
| 2019 | 日本陸連（男子）   | 川野将虎（東洋大学）                                          | 男子50km競歩で日本記録樹立。同記録は2019年世界シーズントップリスト1位。 |
| 2019 | 日本陸連（女子）   | 藤井菜々子（エディオン）                                      | 女子 20km競歩で世界選手権7位（岡田久美子と共に、同大会の女子20km競歩で日本人初の入賞）。 |
| 2019 | 記者クラブ（男子） | 城山正太郎（ゼンリン）                                        | 男子走幅跳で日本記録樹立（同種目の日本記録更新は27年振り）。 |
| 2019 | 記者クラブ（女子） | 田中希実（豊田自動織機TC）                                    | 女子5000mで世界選手権決勝進出。同決勝で日本歴代2位の記録をマーク。 |
| 2020 | 日本陸連（男子）   | 古澤一生（前橋育英高等学校）                                  | |
| 2020 | 日本陸連（女子）   | 廣中璃梨佳（日本郵政グループ）                                | |
| 2020 | 記者クラブ（男子） | 三浦龍司（順天堂大学）                                        | |
| 2020 | 記者クラブ（女子） | 兒玉芽生（福岡大学）                                          | |
| 2021 | 日本陸連（男子）   | 佐藤圭汰（洛南高等学校）                                      | 男子1500mでU20日本記録と高校記録、男子5000mで高校記録をそれぞれ樹立。 |
| 2021 | 日本陸連（女子）   | 村上来花（青森県立弘前実業高等学校）                          | 女子ハンマー投で日本高校記録とU20日本記録を樹立。同種目のU18世界ランキング1位。 |
| 2021 | 記者クラブ（男子） | 泉谷駿介（順天堂大学）                                        | 男子100mハードルで日本記録を樹立したことによって、日本選手権で優勝。2020東京オリンピックの同種目で準決勝進出。 |
| 2021 | 記者クラブ（女子） | 一山麻緒（ワコール）                                          | 大阪国際女子マラソンを大会記録で優勝。2020東京オリンピック・女子マラソン8位で、オリンピックの同種目に出場した日本勢としては4大会振りに入賞。 |

### 特別賞
- 陸上競技を通じた活動や活躍が広く社会に対して貢献したと認められた者もしくは団体

| 年   | 人物・団体                           | 功績など |
| ---- | ------------------------------------ | --- |
| 2007 | 為末大（APF）                        | 「東京ストリート陸上」を企画・開催するなど、陸上競技の普及に貢献。                                                                                             |
| 2007 | 野口みずき（シスメックス）           | 東京国際女子マラソン優勝（大会新記録樹立）。 |
| 2008 | 高橋尚子（ファイテン）               | 10月に現役引退を表明。現役時代に女子マラソンで世界新記録樹立、オリンピック優勝。                                                                               |
| 2008 | 川本和久                             | 福島大学の陸上部監督を務め、女子短距離選手の指導に貢献。 |
| 2009 | 財団法人安藤スポーツ・食文化振興財団 | 全国小学生陸上競技交流大会のスポンサーを25年間務め、陸上競技の底辺拡大と普及に大きく貢献。                                                                     |
| 2010 | セカンドウィンドAC                   | 単一の企業からの支援を受けない独立運営方式のクラブチーム。トップアスリートの育成などに貢献。                                                                   |
| 2011 | 富士通株式会社                       | 1990年の陸上部発足以来、数々の代表選手を輩出。富士通スポーツクリニック開催で陸上競技の普及に貢献。                                                             |
| 2011 | 川内優輝（埼玉県庁）                 | 市民ランナーとして活躍し、同じ境遇のランナーに夢と希望を与えた。                                                                                               |
| 2012 | 村田機械株式会社                     | 全国都道府県対抗女子駅伝競走大会のナンバーカードスポンサーを1989年大会から務め、女子中・長距離選手の強化育成と競技の普及に貢献。                               |
| 2013 | 桐生祥秀（洛南高等学校）             | 高校生ながら日本歴代2位の10秒01をマーク。世界選手権出場など話題を集め、陸上競技に対する社会的関心を高めた。                                                    |
| 2014 | 室伏広治（ミズノ）                   | 日本選手権の男子ハンマー投で前人未踏の20連覇を達成。オリンピックと世界選手権で優勝、18回の日本新記録樹立など、ハンマー投と陸上競技に対する社会的関心を高めた。 |
| 2015 | 有森裕子                             | 障害者スポーツの普及などに貢献。 |
| 2015 | 宮崎秀吉                             | 105歳ながら100mを完走し、世界最高齢スプリンターとしてギネス世界記録に認定。男子100mと男子砲丸投のM105（105歳から109歳のクラス）で世界新記録樹立。              |
| 2016 | 野口みずき                           | 4月に現役を引退。現役時代には女子マラソンでオリンピック優勝、世界選手権2位、アジア新記録樹立。                                                                 |
| 2016 | 山本篤（スズキ浜松AC）               | 男子走幅跳のT42クラスで世界新記録樹立、パラリンピック2位。男子4×100mリレーのT42-47クラスでパラリンピック3位。                                                  |
| 2017 | 桐生祥秀（東洋大学）                 | 日本インカレの男子100mで日本人選手初の9秒台となる9秒98を樹立。                                                                                                 |
| 2018 | 一般社団法人日本実業団陸上競技連合   | 「Project EXCEED」を通じて、日本陸上競技界に対する社会的関心を高めた。                                                                                         |
| 2019 | 小出義雄（故人）                     | 日本陸上競技界の名伯楽。高橋尚子、有森裕子をはじめとする多くのトップランナーを育て、女子長距離選手の育成に貢献。                                               |
| 2020 | 株式会社アシックス                   | 新型コロナウイルス感染症の流行に伴う影響を大きく受けた世界の陸上競技界を、スポンサーの立場で支援。                                                             |
| 2021 | 朝日新聞社                           | この年で終了した福岡国際マラソン選手権大会の運営を長年にわたって担いながら、日本マラソン界の普及と発展に寄与。                                                 |
| 2021 | 佐藤友祈（モリサワ）                 | この年に開催された2020東京パラリンピック陸上競技・T52クラスの400mと1500mで、いずれもパラリンピック記録を樹立した末に金メダルを獲得。                           |